# Zuid-Amerikaans wolharig dwerggrijpstaartstekelvarken
Het Zuid-Amerikaans wolharig dwerggrijpstaartstekelvarken (Coendou spinosus)  is een zoogdier uit de familie van de stekelvarkens van de Nieuwe Wereld (Erethizontidae). De wetenschappelijke naam van de soort werd voor het eerst geldig gepubliceerd door F. Cuvier in 1823.

## Voorkomen
De soort komt voor in Paraguay, Brazilië, Argentinië en Uruguay.